# Paul White (baloncestista)
Paul Samuel White (Chicago, Illinois, 24 de octubre de 1995) es un exbaloncestista estadounidense. Con 2,06 metros de estatura, jugaba en la posición de ala-pívot.

## Trayectoria deportiva

### Universidad
Jugó dos temporadas con los Hoyas de la Universidad de Georgetown, en las que promedió 4,4 puntos, 2,6 rebotes y 1,3 asistencias por partido.
En agosto de 2016 fue transferido a los Ducks de la Universidad de Oregón, donde, tras cumplir el año en blanco que impone la NCAA, jugó dos temporadas más, promediando 10,0 puntos y 3,7 rebotes por encuentro.

### Profesional
Tras no ser elegido en el draft de la NBA de 2019, realizó una prueba con los Raptors 905 de la G League, con quienes disputó tres partidos antes de ser traspasado a los Salt Lake City Stars, donde acabó la temporada con unos promedios de 9,3 puntos y 4,0 rebotes por partido.